# ديريك سميث (لاعب هوكي جليد)
ديريك سميث هو لاعب هوكي الجليد كندي، ولد في 22 يناير 1965 في سكاربورو، تورنتو في كندا.

## وصلات خارجية
- ديريك سميث (لاعب هوكي جليد) على موقع دوري الهوكي الوطني (الإنجليزية)
- ديريك سميث (لاعب هوكي جليد) على موقع قاعة مشاهير الهوكي (لاعب أن.إتش.أل) (الإنجليزية)
- ديريك سميث (لاعب هوكي جليد) على موقع EliteProspects.com (الإنجليزية)
- ديريك سميث (لاعب هوكي جليد) على موقع HockeyDB.com (الإنجليزية)
- ديريك سميث (لاعب هوكي جليد) على موقع Hockey-Reference.com (الإنجليزية)